# Mount Bockheim
Mount Bockheim är ett berg i Antarktis. Det ligger i Östantarktis. Nya Zeeland gör anspråk på området. Toppen på Mount Bockheim är 2 668 meter över havet, eller 399 meter över den omgivande terrängen. Bredden vid basen är 1,9 km.
Terrängen runt Mount Bockheim är huvudsakligen kuperad, men norrut är den bergig. Trakten är obefolkad. Det finns inga samhällen i närheten.